# Cyanide
«Cyanide» (en español: «Cianuro») es la sexta canción del álbum de estudio Death Magnetic de la banda estadounidense de thrash metal Metallica. Para muchos esta recuerda a canciones anteriores de la banda en la época de los 80 y a álbumes como Master of Puppets o ...And Justice for All, puesto que su estructura es semejante, en ella se nota un cambio de estilo radical respecto al álbum anterior St. Anger. El sonido de la canción para algunos fanáticos hace recordar a canciones como «Trapped Under Ice», «The Shortest Straw» o «Don't Tread on Me», un sonido heavy metal parecido al del álbum Metallica.
La canción toma un ritmo completamente diferente a muchas de las canciones de la banda, sin embargo puede encontrarse dentro de un marco muy comercial del thrash contemporáneo; presenta cambios muy drásticos y violentos en ciertas ocasiones que en sí, forman parte de un riff compuesto por aquellas secuencias de cambios. Una curiosidad es que los golpeos de batería al inicio de la canción significan S.O.S. en morse (...---...).

## Créditos
- James Hetfield: Voz y guitarra rítmica.
- Kirk Hammett: Guitarra líder.
- Robert Trujillo: Bajo eléctrico.
- Lars Ulrich: batería y percusión.